# گومینگتسه (استان لهستان بزرگ‌تر)
گومینگتسه (به لاتین: Gumienice) یک روستا در لهستان است که در گمینا پوگوژلا واقع شده‌است.